# Inspiro
Inspiroは、ドイツのシーメンスグループの輸送部門シーメンス・トランスポーテーション・システムズ（現シーメンス・モビリティ）が開発した都市高速鉄道（メトロ、ラピッド・トランジット、地下鉄）向けの汎用コンセプトモデルによる鉄道車両。
1990年代から2000年代にかけての同社のブランドであるモジュラー・メトロの後継型にあたり、ポーランドのワルシャワ地下鉄で導入されたのを皮切りに、ドイツやブルガリアなどの欧州各国、サウジアラビア、タイ王国、マレーシアなどで採用されている。2015年にiFデザイン賞を受賞。

## 仕様

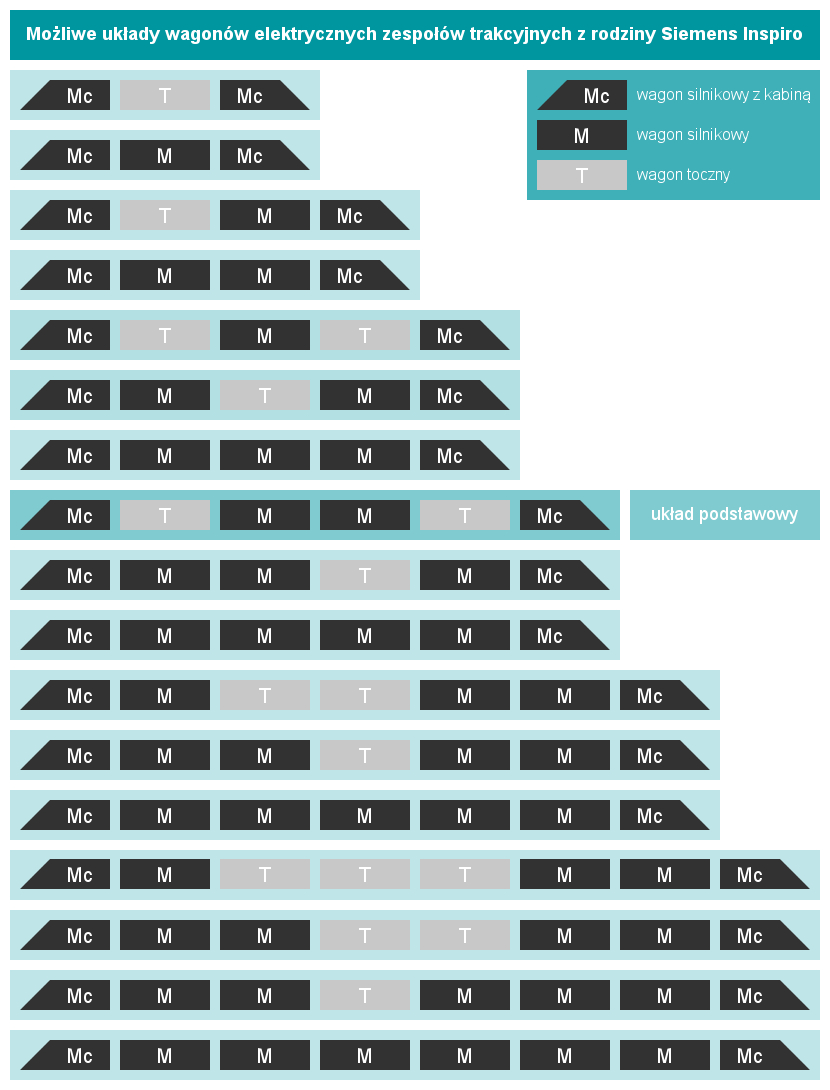
模式図（Mcは制御動力車、Mは動力車、Tは無動力車を示す）。図にはないが2両編成も可能

20世紀末の設計だったモジュラー・メトロの概念を更にブラッシュアップさせた。客室照明にLEDを採用、客室座席は片持ち式となっている。
標準的な6両モデル
4M2T（MT比66%）、アルミニウム、直流750Vの第三軌条方式、全幅2.77メートル、車体長20.1メートル（先頭車）/19.4メートル（中間車）
ドア幅1.4メートルの4ドアで編成中の座席はロングシートで256席、定員1,450人（立席は1平米あたり7人）、営業最高速度は80km/hとなっている。
部材のリサイクル可能率は94.8%。
オプション
1列車2-8両編成に対応し、全車電動車にもできる。車体をステンレス鋼に、集電方式は直流1,500Vの架空電車線方式、車体長は18.6-22メートル、全幅を2.63-3.0メートルに対応できる。
ドアはプラグドアの変更や1両当たりのドア数を3つに減らすこと、座席配置はセミクロスシートへの変更、運行面では後付けも可能なCBTCによる完全自動運転（GoA4）、最高速度も100km/hとフレキシブルにアレンジできる。
例として制御装置は同社のIGBT製品のうちSIBAC、台車は同社のSF1000（ミュンヘン、リヤド、ワルシャワ）またはSF3000（ラピドKL）など足回りも路線の特性によってアレンジが可能。
エクステリアおよびインテリアデザインは同国BMW系の米国法人デザイン・ワークスUSAが手掛けたことで知られている。

### 派生
ノルウェーのオスロ地下鉄「T-bane」で使用されているOS MX3000型は2005年以降に同社から調達されたモジュラー・メトロだが、2010年に追加発注された。この時期はモジュラー・メトロからのモデルチェンジに至る過渡期だったが、シーメンス側はInspiroとしても分類している。

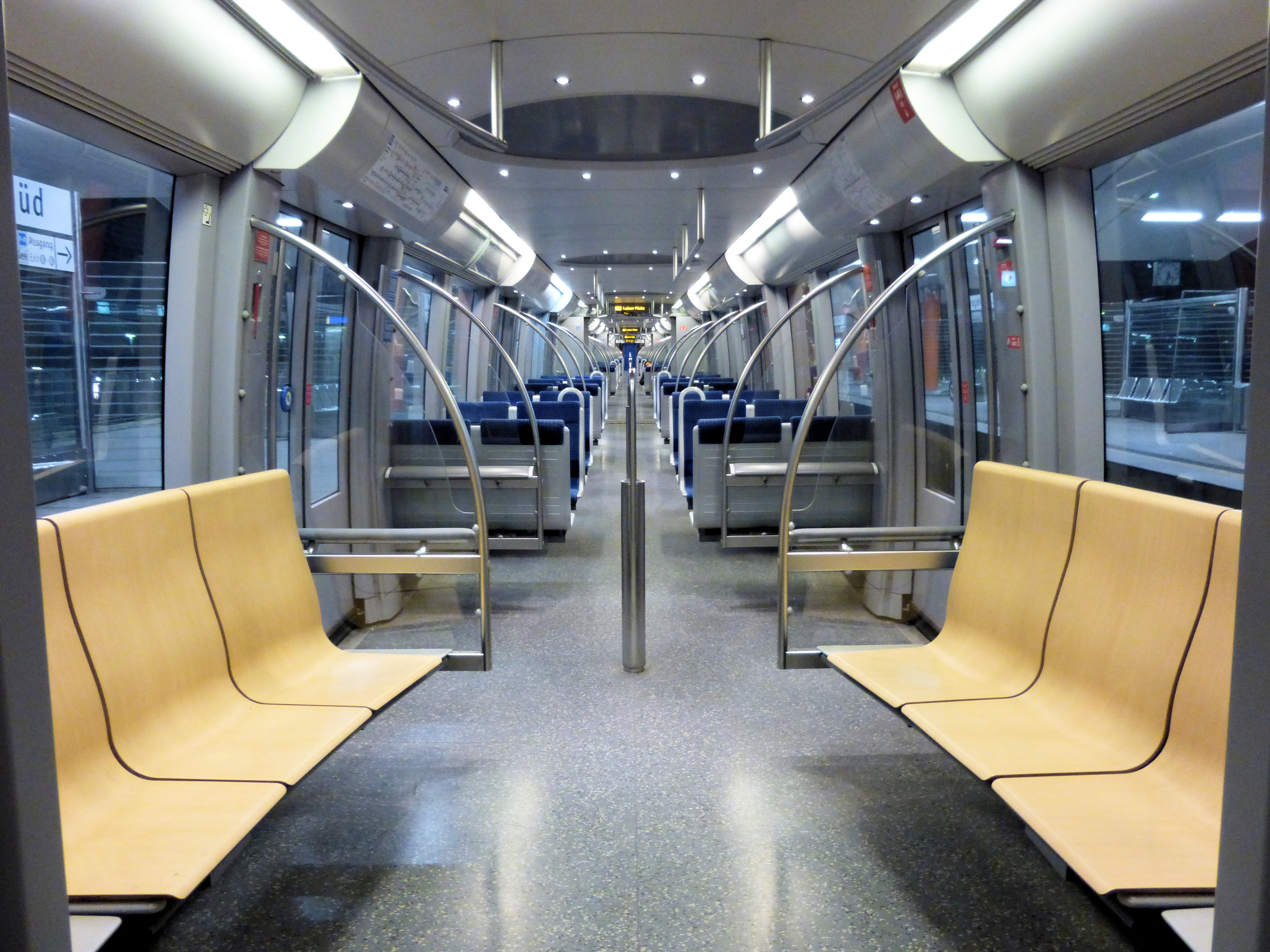
ミュンヘンC2内装
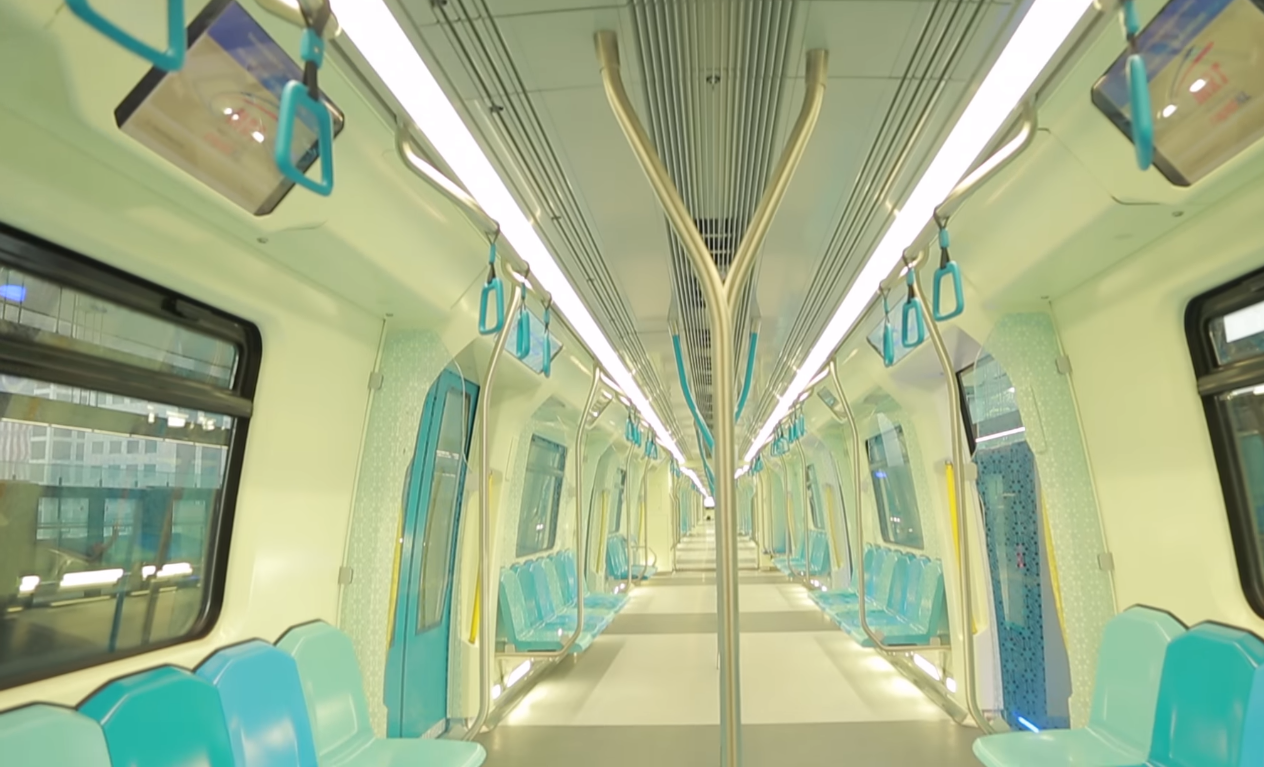
FRP座席が採用されたラピドKL内装
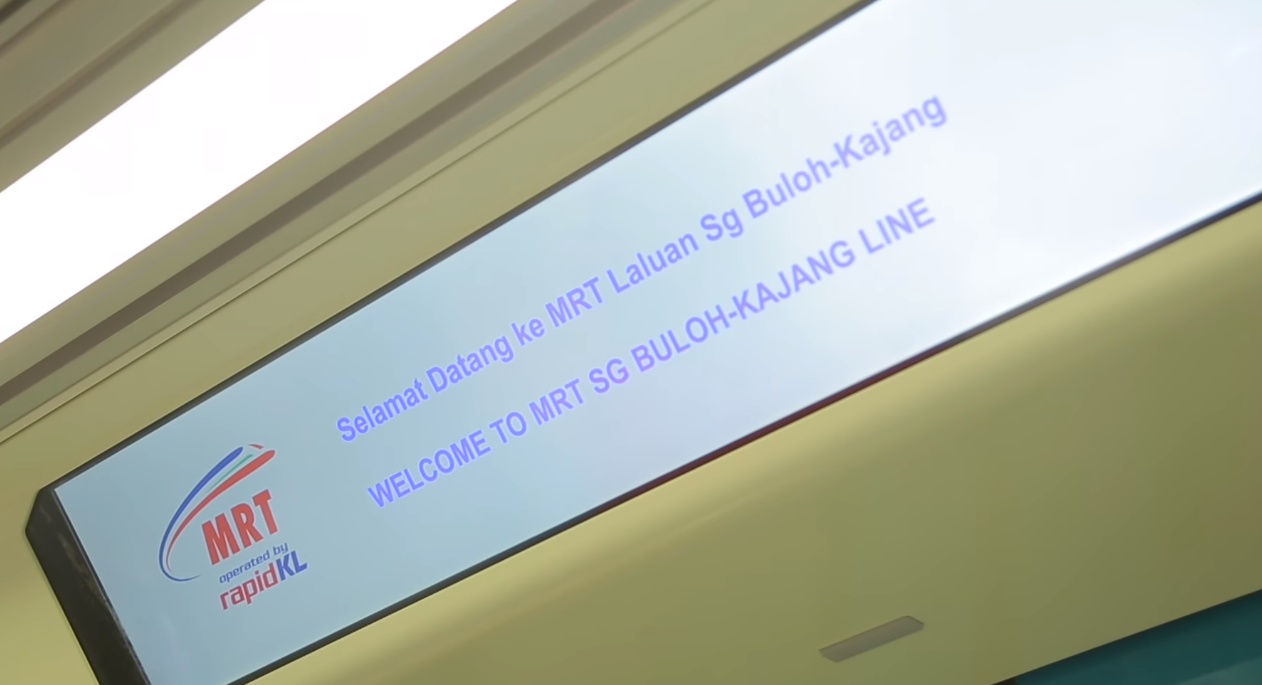
ラピドKL旅客案内装置
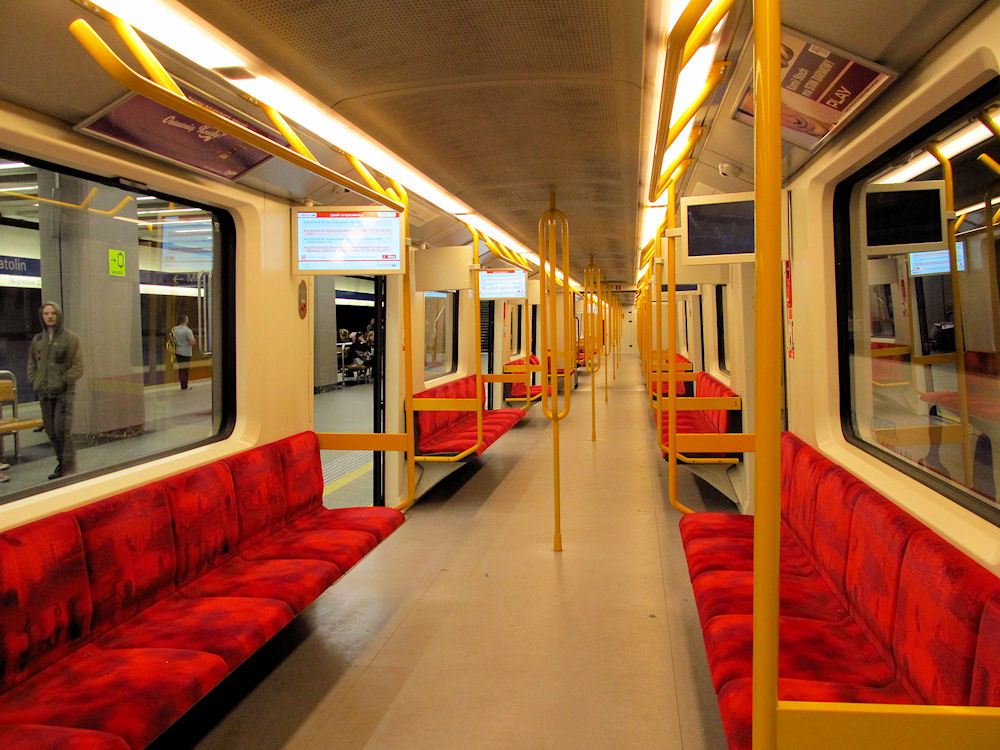
ワルシャワ地下鉄内装
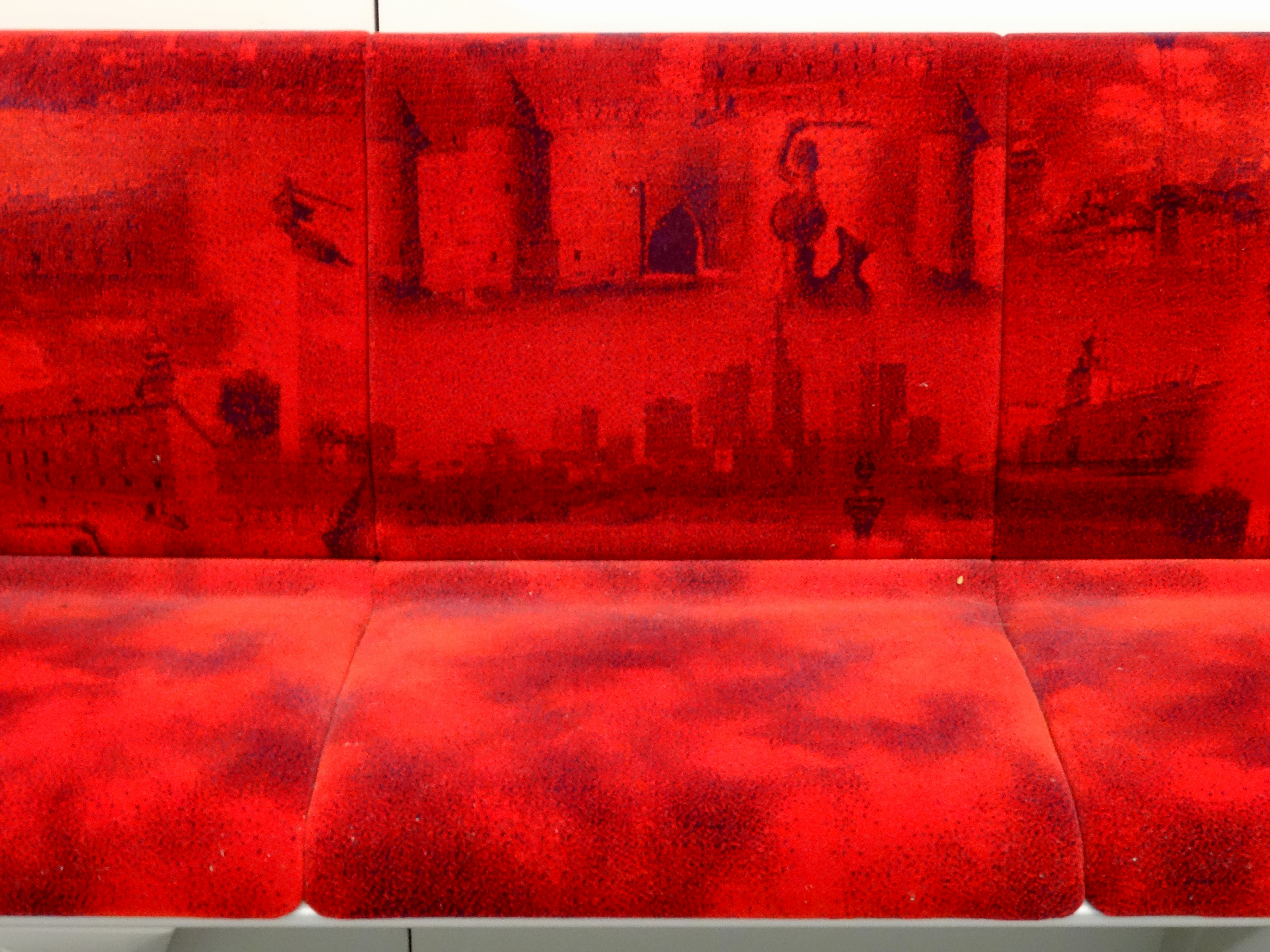
ワルシャワ地下鉄モケット座席
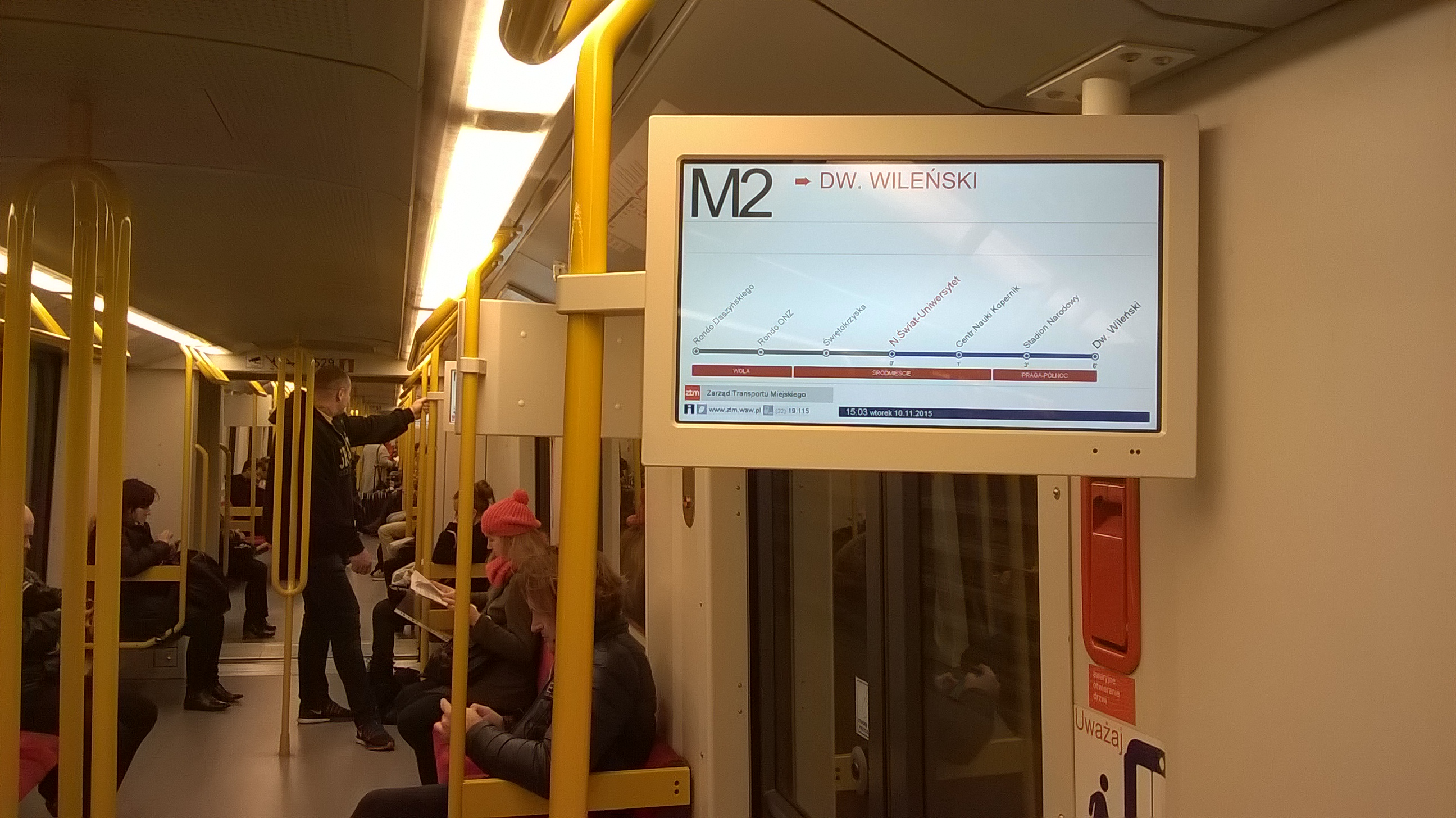
ワルシャワ地下鉄旅客案内装置
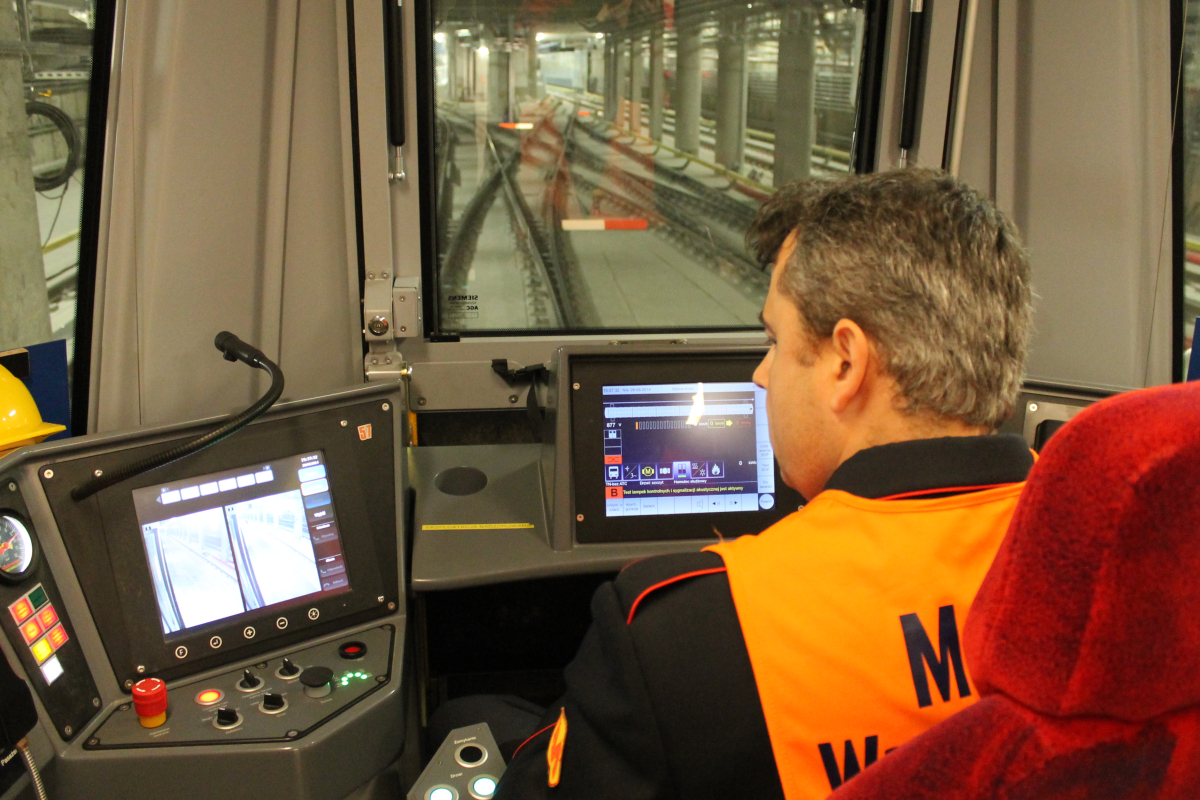
ワルシャワ地下鉄運転室
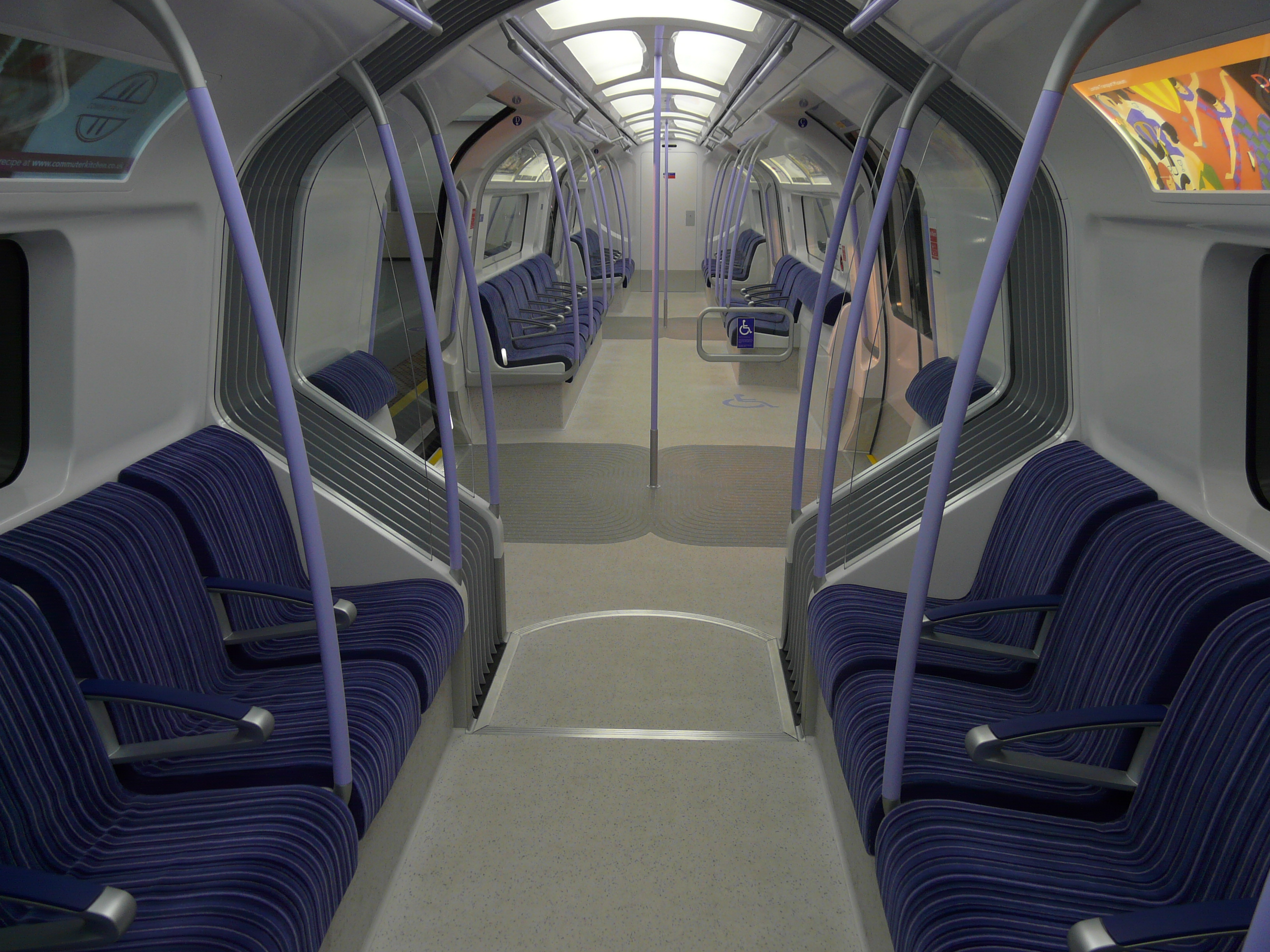
ロンドン地下鉄内装のモックアップ
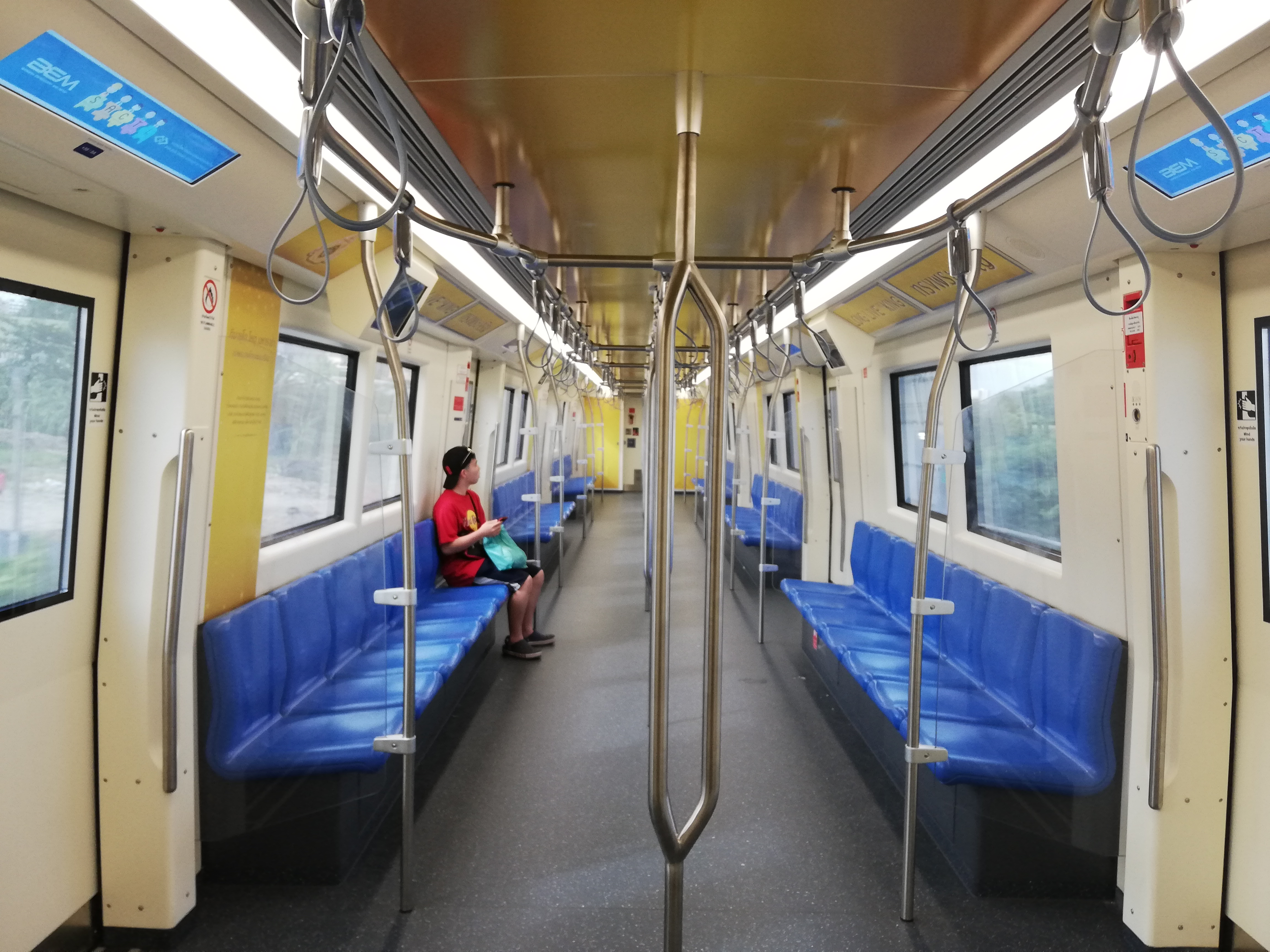
バンコクMRT内装

## 導入例

### 一覧
- 編成数のM=動力車、T=無動力車でモーターの有無を示す
- 集電方式の三=第三軌条方式（四：ロンドンは第四軌条方式）、架=架空電車線方式
- UTO[注釈 1]：有=対応、準=将来的に無人化アップグレード可能

現在、以下の列車はすべて標準軌（1,435mm）と直流電化を使用しています。
| 国             | 事業者                   | 路線                                                                     | 出典          | 運行開始                | UTO | 編成数 | 編成両数 | 座席数 | 定員  | 編成長 | 全幅  | 速度   | 電化電圧 | 集電方式 |
| 国             | 事業者                   | 路線                                                                     | 出典          | 運行開始                | UTO | 編成数 | 編成両数 | 座席数 | 定員  | m      | m     | km/h   | DC V     | 集電方式 |
| -------------- | ------------------------ | ------------------------------------------------------------------------ | ------------- | ----------------------- | --- | ------ | -------- | ------ | ----- | ------ | ----- | ------ | -------- | -------- |
| ポーランド     | ワルシャワ地下鉄         | 1号線、2号線                                                             | [ 7 ]         | 2013年                  |     | 35     | 4M2T     | 234    | 1,502 | 117.8  | 2.74  | 90     | 750      | 三       |
| ドイツ         | ミュンヘン地下鉄         | U6、U3                                                                   | [ 5 ]         | 2013年-2015年           |     | 21     | 6M       | 220    | 940   | 115.06 | 2.9   | 90     | 750      | 三       |
| マレーシア     | ラピドKL                 | カジャン線                                                               | [ 8 ]         | 2016年                  | 有  | 58     | 2M2T     | 174    | 1,554 | 90.18  | 3.1   | 100    | 750      | 三       |
| タイ           | バンコク・スカイトレイン | ■スクムウィット線                                                        | [ 13 ]        | 2019年                  |     | 22     | 2M2T     | 112    | 1,208 | 86.6   | 3.12  | 80     | 750      | 三       |
| タイ           | バンコク・メトロ         | ■ブルーライン                                                            | [ 14 ] [ 15 ] | 2019年                  |     | 35     | 2M1T     | 126    | 1,119 | 65.1   | 2.65  | 90     | 750      | 三       |
| ドイツ         | ニュルンベルク地下鉄     | U1                                                                       | [ 16 ]        | 2020年-                 |     | 34     | 4M       | 128    | 604   | 75.885 | 2.9   | 80     | 750      | 三       |
| サウジアラビア | リヤド・メトロ           | ■1号線                                                                   | [ 6 ]         | 2022年（予定）          | 有  | 45     | 3M1T     | 129    | 522   | 75.712 | 2.74  | 80     | 750      | 三       |
| サウジアラビア | リヤド・メトロ           | ■2号線                                                                   | [ 6 ]         | 2022年（予定）          | 有  | 29     | 2M       | 63     | 251   | 37.856 | 2.74  | 90     | 750      | 三       |
| ブルガリア     | ソフィア地下鉄           | 3号線                                                                    | [ 17 ]        | 2020年                  |     | 30     | 2M1T     | 110    | 617   | 60.008 | 2.65  | 80     | 1,500    | 架       |
| オーストリア   | ウィーン地下鉄           | 1-4号線                                                                  | [ 18 ]        | 2022年（予定）          | 準  | 34     | 4M2T     | 200    | 928   | 111.25 | 2.85  | 80     | 750      | 三       |
| オーストリア   | ウィーン地下鉄           | 5号線                                                                    | [ 18 ]        | 2025年（予定）          | 有  | 34     | 4M2T     | 200    | 928   | 111.25 | 2.85  | 未公表 | 750      | 三       |
| イギリス       | ロンドン地下鉄           | ベーカールー線、 セントラル線、 ピカデリー線、 ウォータールー&シティー線 | [ 19 ] [ 20 ] | 2023年 -2030年 （予定） | 有  | 94     | 4M4F1T   | 248    | 814   | 113.7  | 2.648 | 100    | 630 750  | 四 三    |

### ワルシャワ
2010年に1号線用に15編成、2号線用に20編成が13.5億ズウォティで発注され、製造はシーメンスと国内メーカーのネヴァグ社が分担した。
2012年にイノトランスでコンセプトとモックアップが発表され、2013年に営業運転を開始した。

### ミュンヘン
アレクサンダー・ノイマイスターによるデザインが採用された先代C1（アドトランツ製）をベースにしているためInspiroとしての特徴は少ないが、尾灯やドアランプがLED化されていることや事業者MVGのロゴ位置などがC1と異なる。2013年のレッド・ドット・デザイン賞、ユニバーサル・デザイン賞およびコンシューマー・フェイバリット賞を受賞。
|                           |                        |
| C2のLED式ドアランプと尾灯 | アドトランツ製の先代C1 |

### クアラルンプール
建設中だったスンガイ・ブロー-カジャン線用として2012年に4連58編成を13.65億リンギットで受注。製造はシーメンスと中国の南京浦鎮車輛廠が分担した、2016年末の第1期開業時に投入された。

### リヤド
1号線は追加発注で41編成から45編成に、2号線は26編成から29編成へとなり、第1編成は2016年に落成した。

### ソフィア
2016年、3号線用に3連20編成+オプション10編成が発注された。シーメンスとネヴァグが製造し、第1編成が2017年に落成した。2018年のイノトランスで展示され、その後2019年にオプション10編成も正式に発注された。

### バンコク・スカイトレイン
2016年、スクムウィット線の延伸用にモジュラー・メトロのEMU-A型の後継モデルとしてEMU-A2型が4連22編成が109億バーツで発注され、2018年6月に第1編成が納入された。

### バンコク・メトロ
2017年、ブルーライン用に3連35編成が10年間の保守契約と一括で発注され、2019年4月に第1編成が納入された。

### ニュルンベルク
既存のDT1型置き換えを目的として2015年に4連21編成が発注され、2019年に第1編成が納入された。オプション13編成も2018年に発注された。

### ウィーン
2024年開業予定の自動運転路線の5号線用のほか、半自動運転に対応予定の1号・2号・3号・4号線まで6連34編成計204両が2017年に発注され、2018年にコンセプトデザインが発表された。

### ロンドン
既存車両の置き換え用として2018年に94編成が発注され、2023年から2030年にかけて順次投入される。エクステリアおよびインテリアデザインは地元のアトランティック・デザイン社が担当している。

## ギャラリー

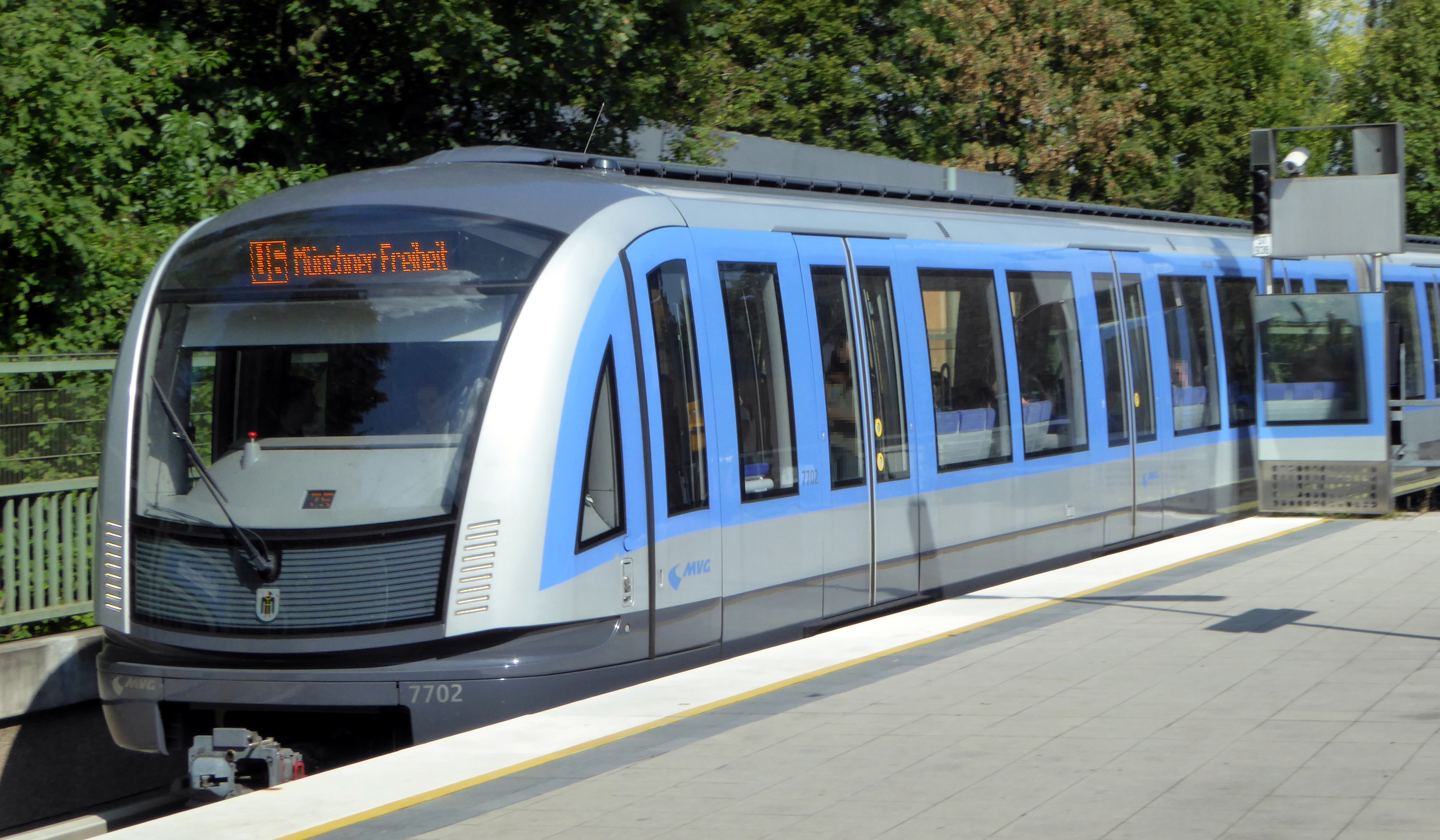
ミュンヘンC2
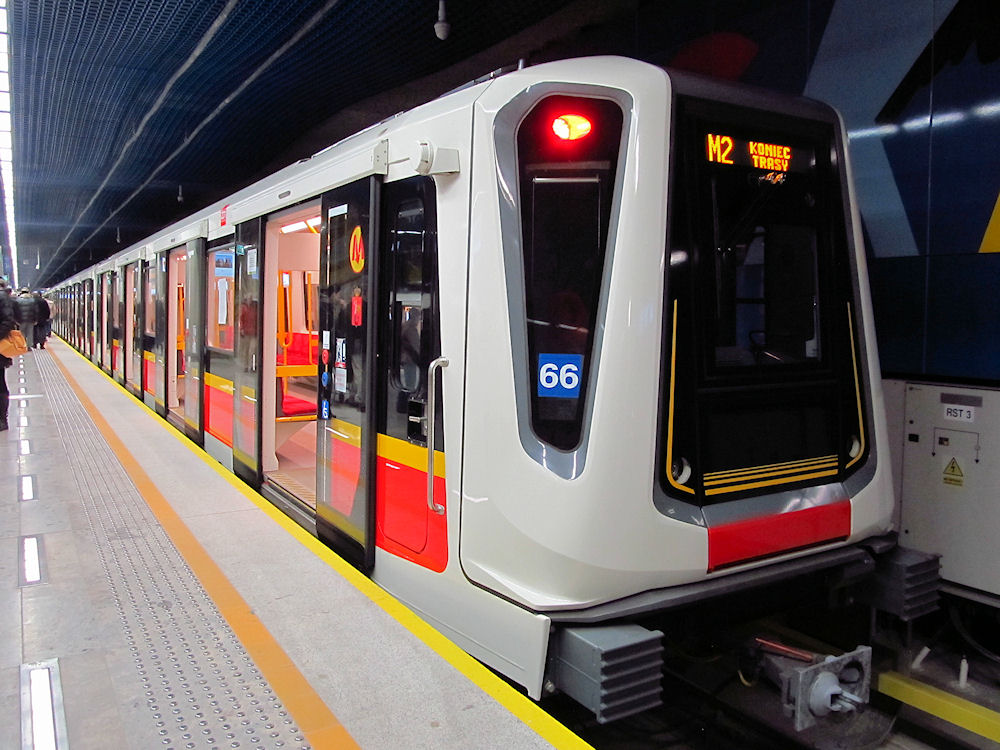
ワルシャワ地下鉄
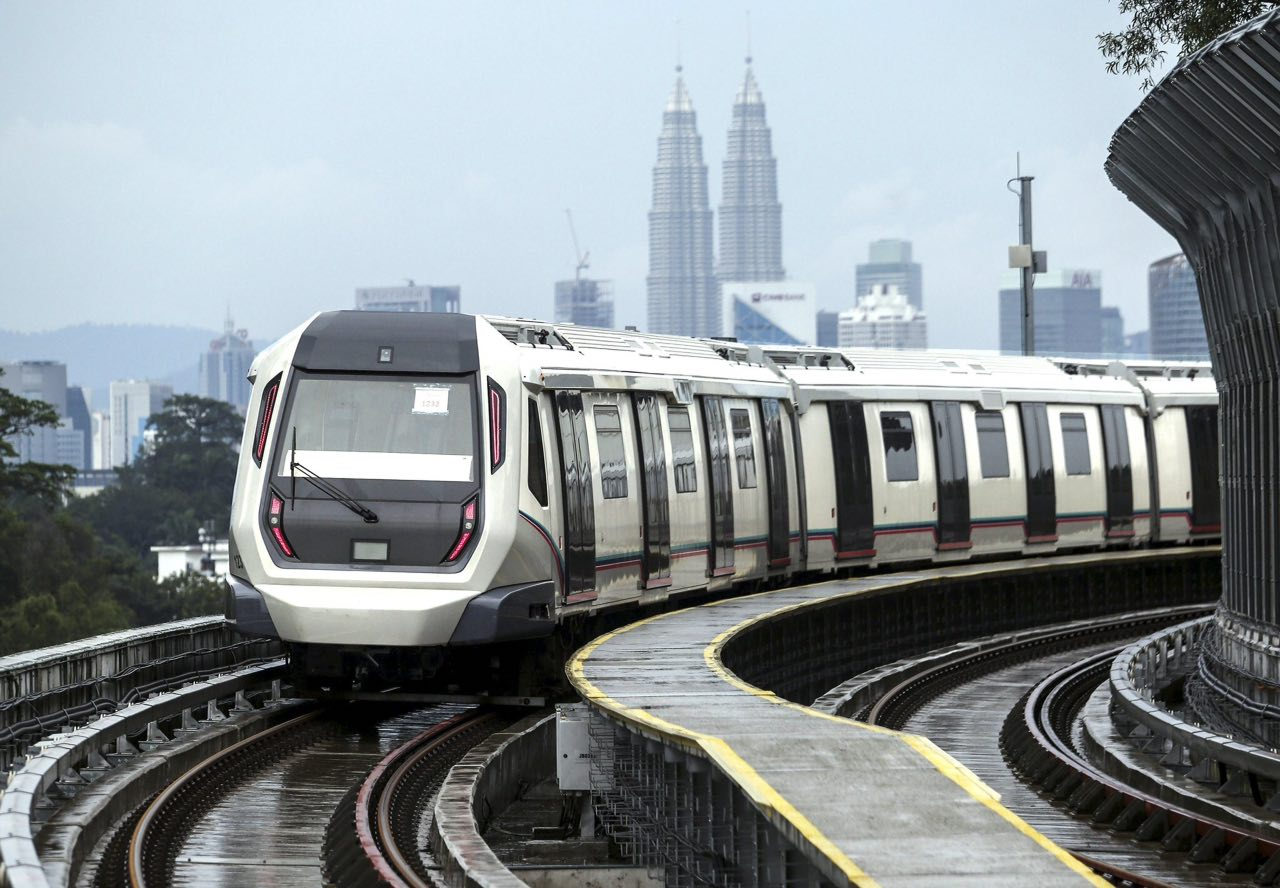
ラピドKL
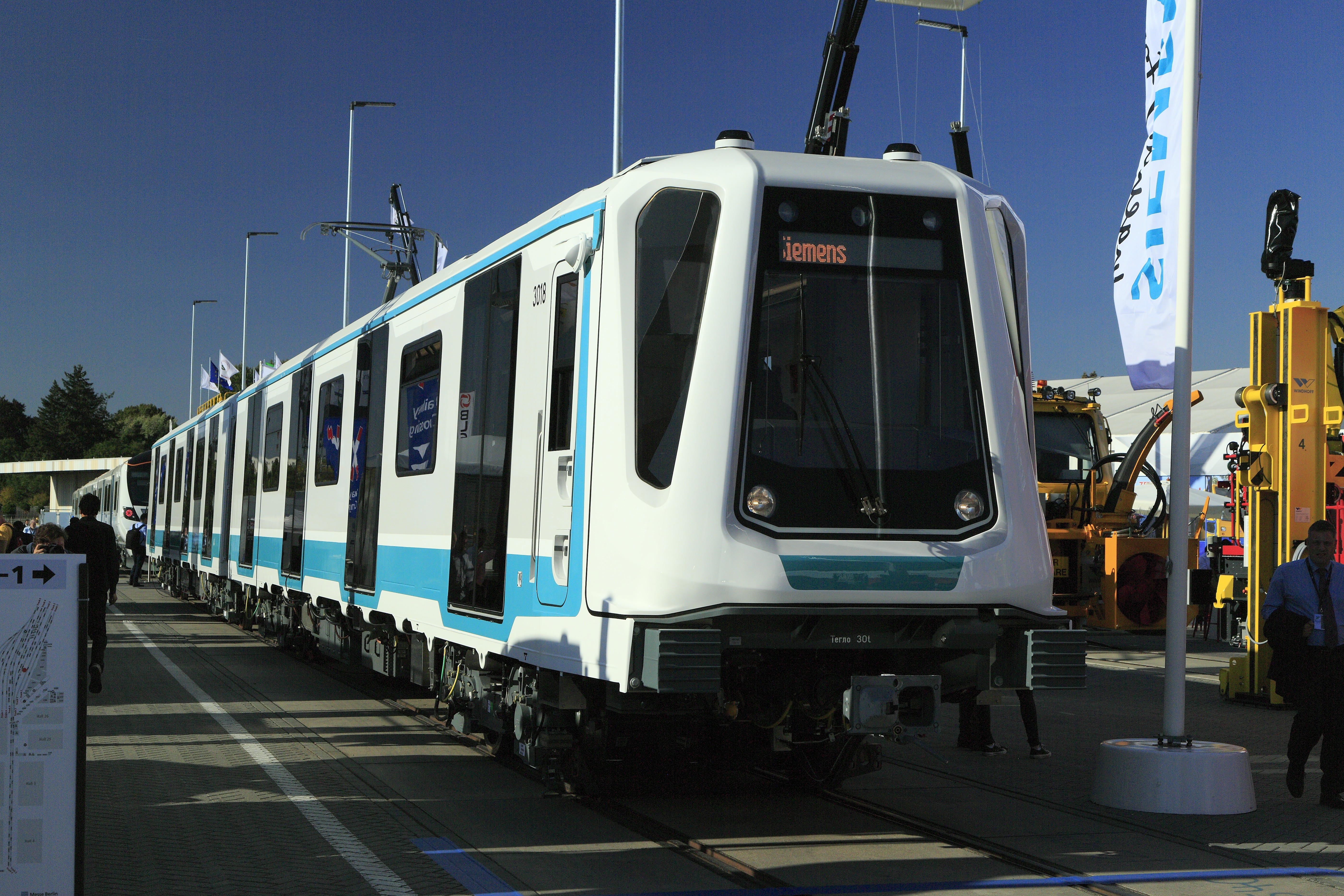
ソフィア・メトロ（2018年イノトランスにて）
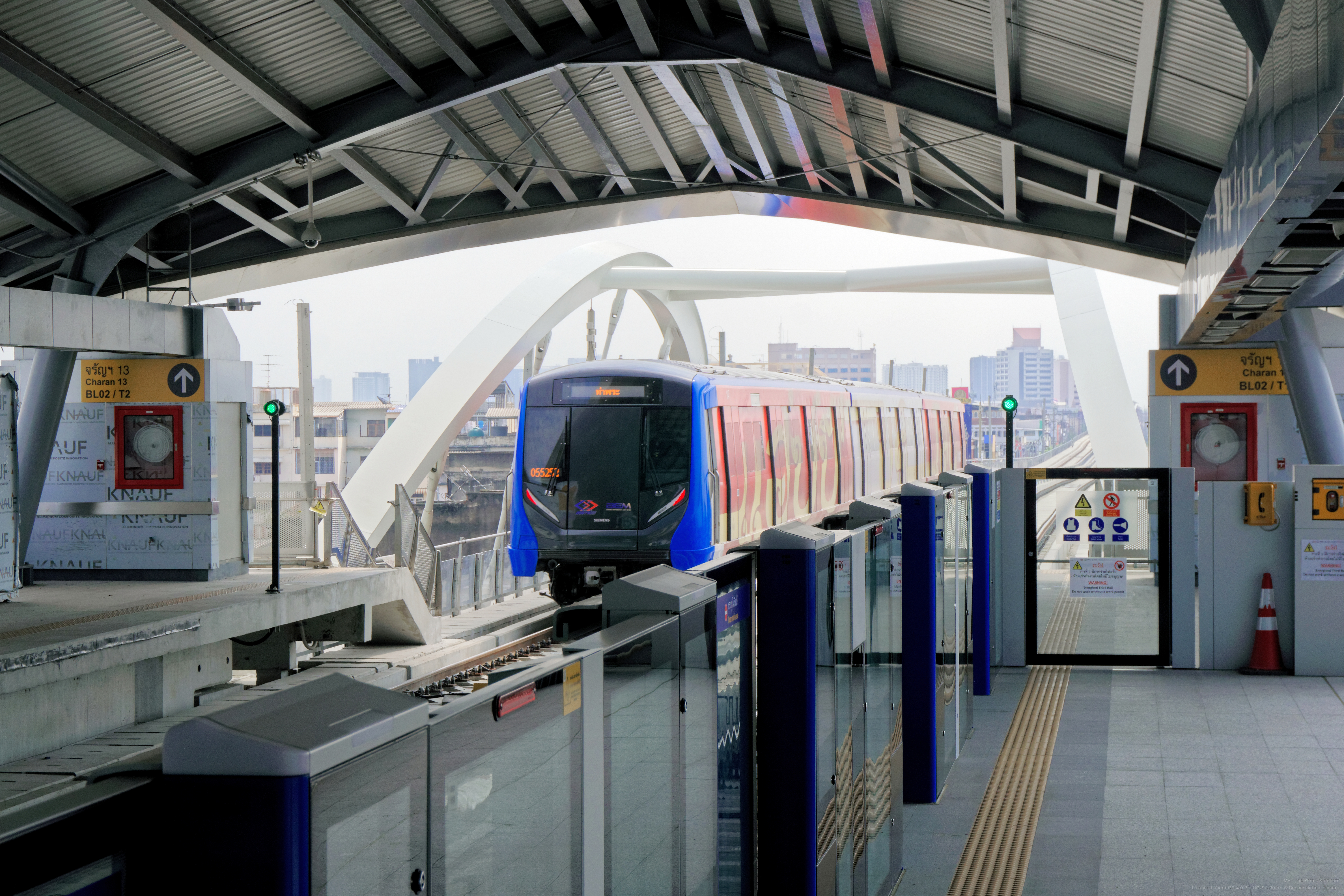
バンコク・メトロ
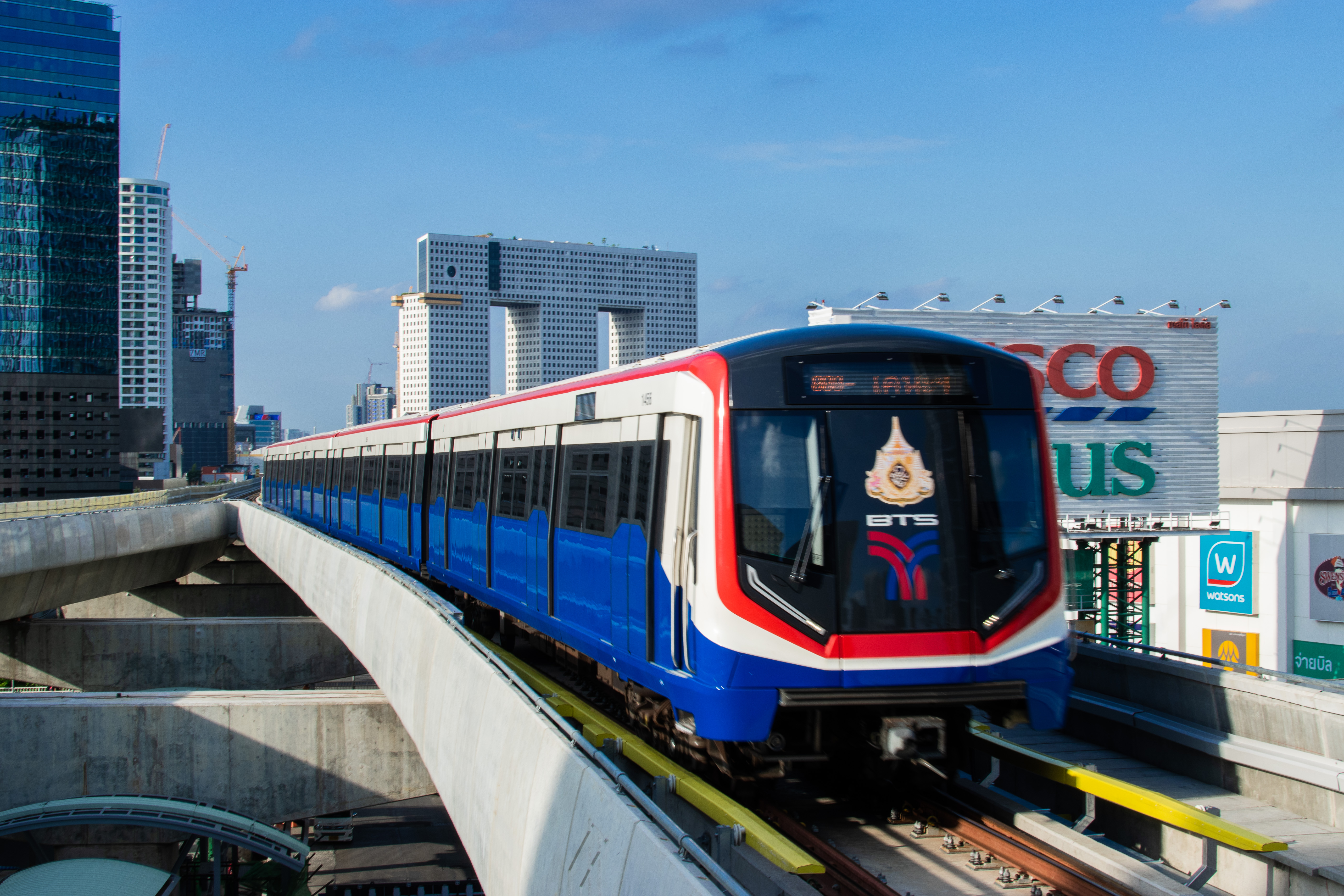
バンコク・スカイトレイン
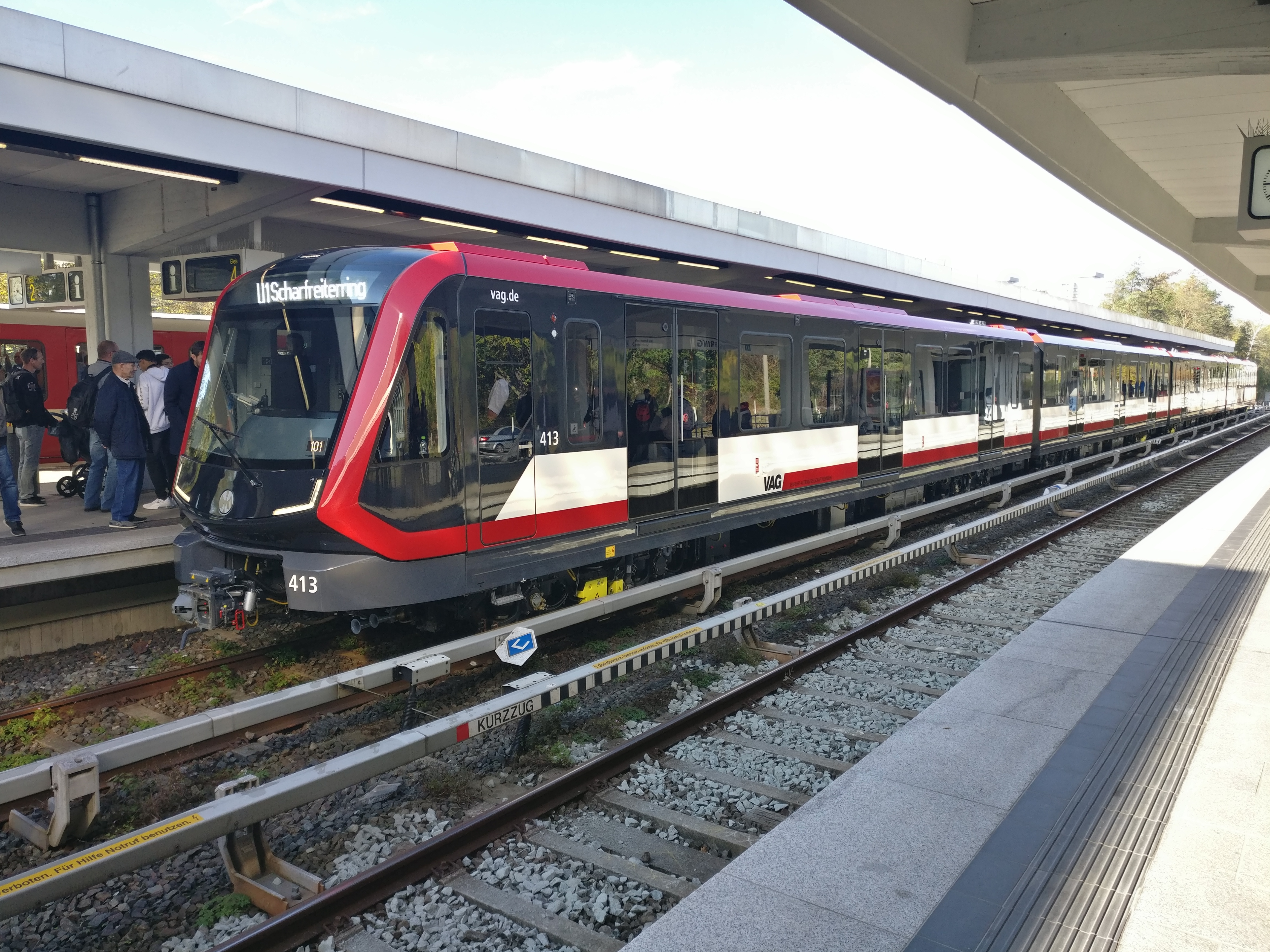
ニュルンベルクG1
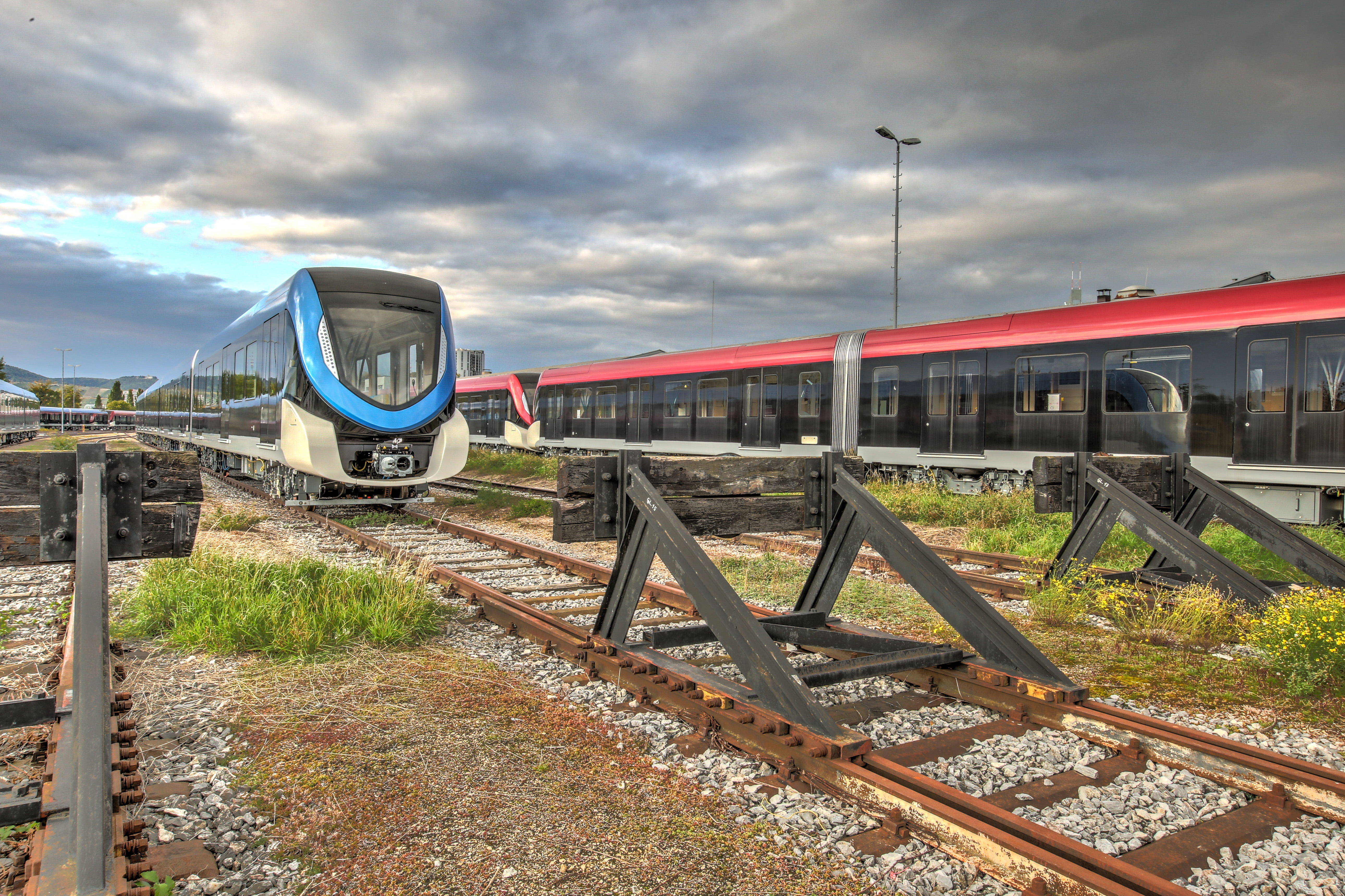
リヤド・メトロ
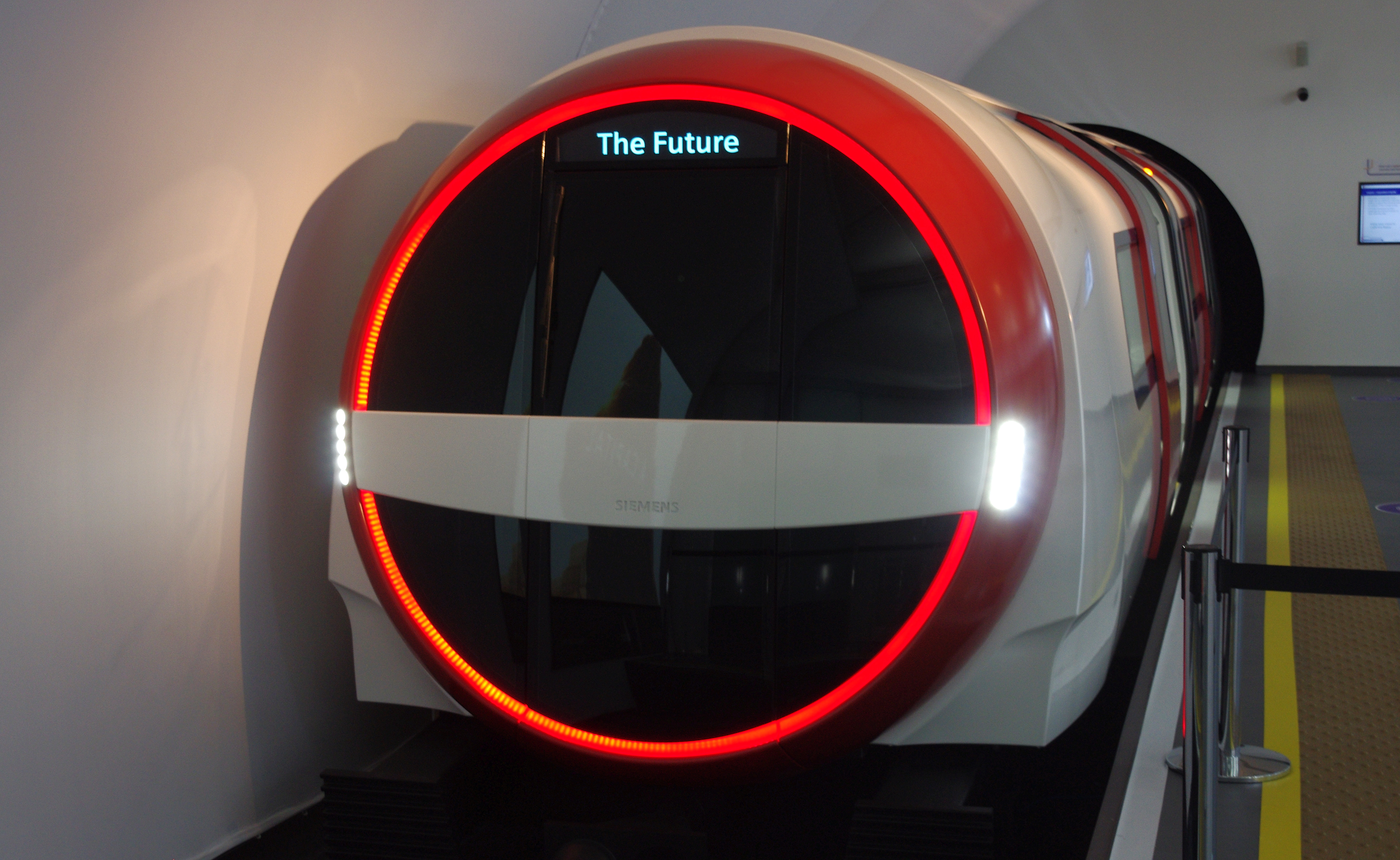
ロンドン地下鉄のコンセプト案『EVO』のモックアップ

### 註釈
1. ↑  UTO (unattended train operation/無人運転）
2. ↑  立ち席は1平米あたり4人で算出。
3. ↑  折りたたみ6席含む
4. ↑  折りたたみ8席含む